# 玛格达莱娜·洛布尼希
玛格达莱娜·洛布尼希（德語：Magdalena Lobnig，1990年7月19日—），奥地利女子赛艇运动员，2017年世界赛艇锦标赛女子单人双桨铜牌得主、2018年世界赛艇锦标赛女子单人双桨铜牌得主、2020年夏季奥林匹克运动会女子单人双桨铜牌得主。